# 26세기
26세기는 2501년부터 2600년까지이다.
- 2500년c.: 기후 예측에 따르면 식생 감소로 인한 낮은 수위로 인해 아마존 우림은 황량한 풍경이 될 것으로 예상된다.[1][2]
- 2531년: 도호쿠 대학의 요시다 히로시 교수는 2024년에 한 연구를 수행했는데, 이에 따르면 현재의 부부가 단일 성씨를 사용하도록 규제하는 법이 바뀌지 않는 한 모든 일본인에게 "사토"라는 성씨가 붙을 것이라고 한다.[3][4]

## 년대와 년도
| 2490년대 | 2490 | 2491 | 2492 | 2493 | 2494 | 2495 | 2496 | 2497 | 2498 | 2499 |
| 2500년대 | 2500 | 2501 | 2502 | 2503 | 2504 | 2505 | 2506 | 2507 | 2508 | 2509 |
| 2510년대 | 2510 | 2511 | 2512 | 2513 | 2514 | 2515 | 2516 | 2517 | 2518 | 2519 |
| 2520년대 | 2520 | 2521 | 2522 | 2523 | 2524 | 2525 | 2526 | 2527 | 2528 | 2529 |
| 2530년대 | 2530 | 2531 | 2532 | 2533 | 2534 | 2535 | 2536 | 2537 | 2538 | 2539 |
| 2540년대 | 2540 | 2541 | 2542 | 2543 | 2544 | 2545 | 2546 | 2547 | 2548 | 2549 |
| 2550년대 | 2550 | 2551 | 2552 | 2553 | 2554 | 2555 | 2556 | 2557 | 2558 | 2559 |
| 2560년대 | 2560 | 2561 | 2562 | 2563 | 2564 | 2565 | 2566 | 2567 | 2568 | 2569 |
| 2570년대 | 2570 | 2571 | 2572 | 2573 | 2574 | 2575 | 2576 | 2577 | 2578 | 2579 |
| 2580년대 | 2580 | 2581 | 2582 | 2583 | 2584 | 2585 | 2586 | 2587 | 2588 | 2589 |
| 2590년대 | 2590 | 2591 | 2592 | 2593 | 2594 | 2595 | 2596 | 2597 | 2598 | 2599 |
| 2600년대 | 2600 | 2601 | 2602 | 2603 | 2604 | 2605 | 2606 | 2607 | 2608 | 2609 |